# Tharon-Plage
Pour les articles ayant des titres homophones, voir Taron.
Tharon-Plage est une station balnéaire de la commune de Saint-Michel-Chef-Chef, située dans le département de la Loire-Atlantique et la région Pays de la Loire.
Cette station, l'une des plus importantes de la côte de Jade, est reconnue comme Pavillon bleu.

## Géographie
Tharon se trouve à 2,2 km au sud-ouest du bourg de Saint-Michel, jouxtant la station balnéaire du Cormier dépendant de la commune de La Plaine-sur-Mer, dont elle est séparée par le « ruisseau de la Tabardière ».

## Histoire
C’est en 1895 que les chalets commencent à se construire sur la plage. En 1902, trois amis (Ferdinand Boismain, Arthur du Chatelier et François Guillou) signent un acte d’achat en indivision d’une propriété située entre les cours d'eau du Calais et du Tharon, d’une superficie de 120 ha 48 ca (dont 21 ha de vignes), et décident de lotir l'endroit pour vendre les « Sables ». Ils font alors appel à l'architecte nantais Ernest Chevrier, pour concevoir l'ensemble (le nom de ce dernier sera d'ailleurs attribué à l'une des principales avenues de la station).
En 1906, l'inauguration de la ligne ferroviaire Pornic-Paimbœuf à voie métrique, favorisera l'essor de Tharon-Plage. Une gare y sera construite à cet
effet (située à l'emplacement de l'actuel office de tourisme). La ligne sera néanmoins fermée en 1939. 
En 1910, 188 lots avaient été vendus. Les acheteurs venaient de Nantes, du pays de Retz, puis plus tard, de la région d’Angers. Ainsi naquit Tharon-Plage, la « Perle de la Côte de Jade ».
À la fin de la Seconde Guerre mondiale, l'existence de la Poche de Saint-Nazaire prolongea l'occupation allemande à Tharon-Plage comme sur l'ensemble des localités voisines de l'estuaire durant 9 mois de plus que le reste du territoire environnant (d'août 1944 au 11 mai 1945), la reddition effective de la poche intervenant 3 jours après la capitulation de l'Allemagne.
À l'année, le nombre d'habitants de la station oscille autour de 4 000 personnes.

## Héraldique
| Blason | Blasonnement : D'argent au sautoir de vair, chargé en cœur d'un besant d'argent bordé de gueules, cantonné de quatre étoiles de gueules Commentaires : Armes de la famille Michel. |

## Lieux et monuments
- Chapelle Sainte-Anne : objets provenant de l'Abbaye de Buzay, détruite durant la Révolution, dont le plus ancien crucifix du pays de Retz (datant du XIVe siècle), un autre Christ du XVIe siècle et une statue du XVIIIe siècle.
- Château de Tharon : il ne subsiste que des vestiges, en particulier une tour en ruines.
- Folies balnéaires et belles demeures du front de mer.
- Plages de Saint-Michel du Redois et de Tharon dominées de falaises schisteuses et de dunes anciennement boisées.

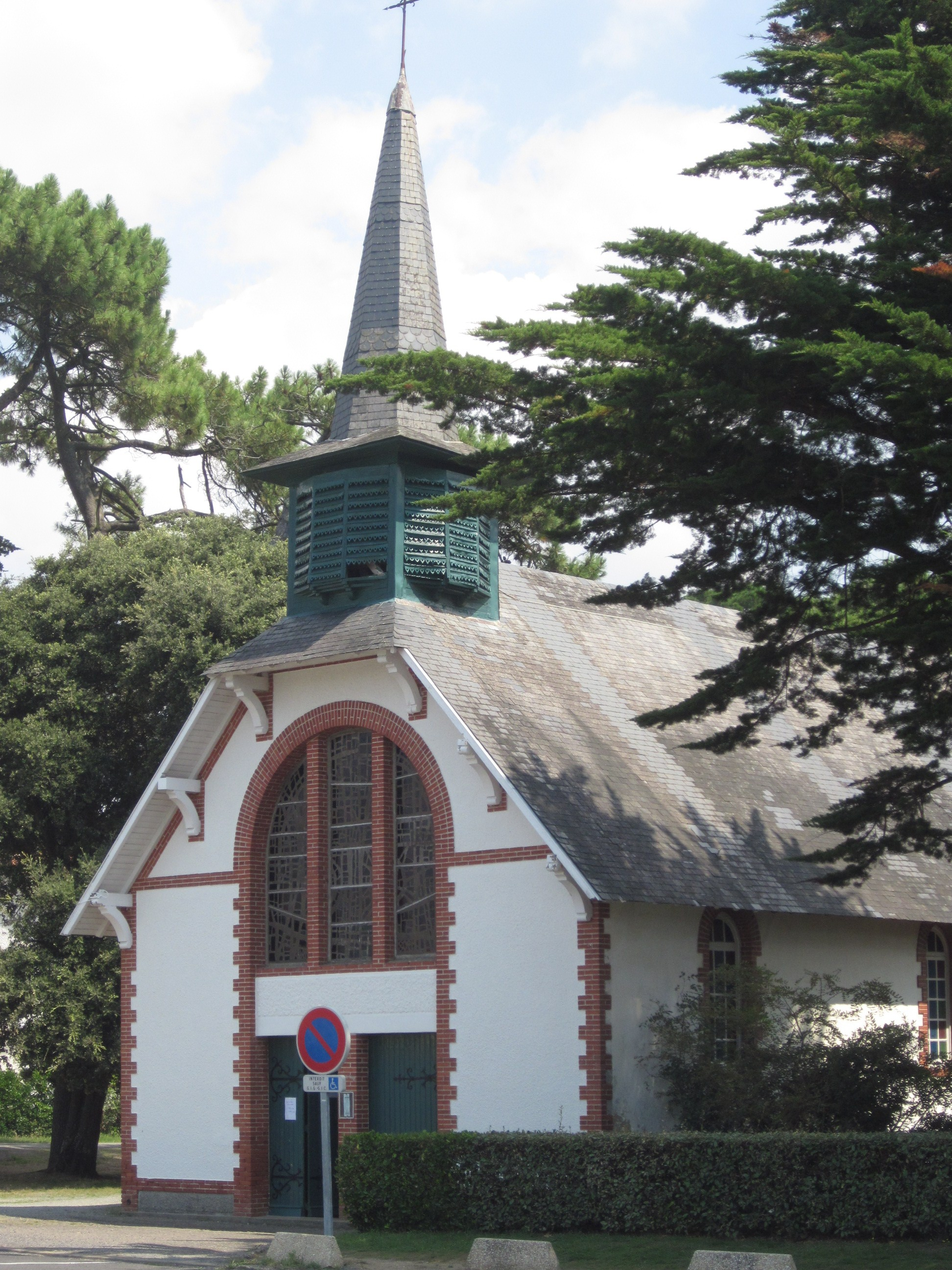
Chapelle Sainte-Anne
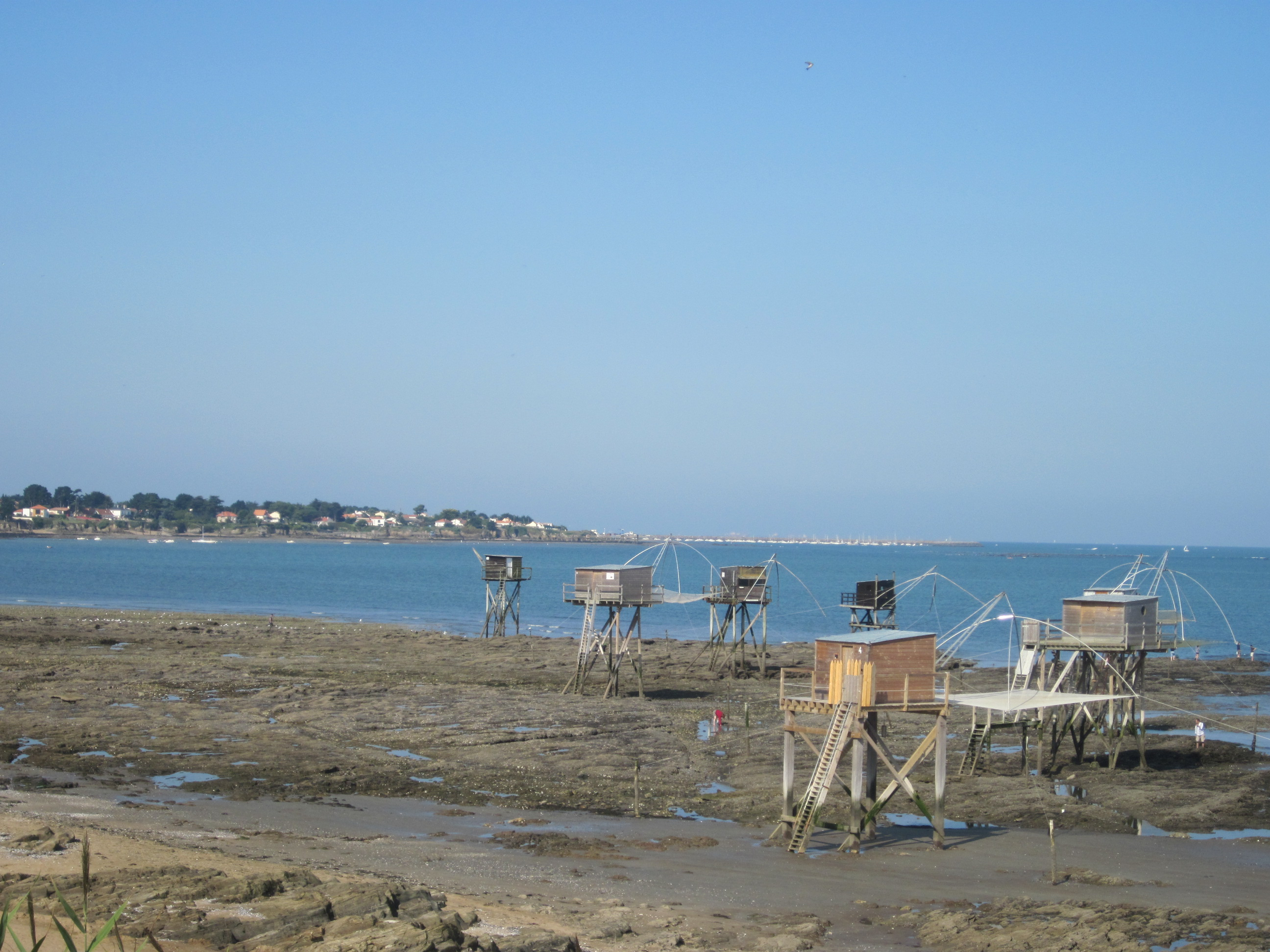
Pêcheries à Tharon-Plage
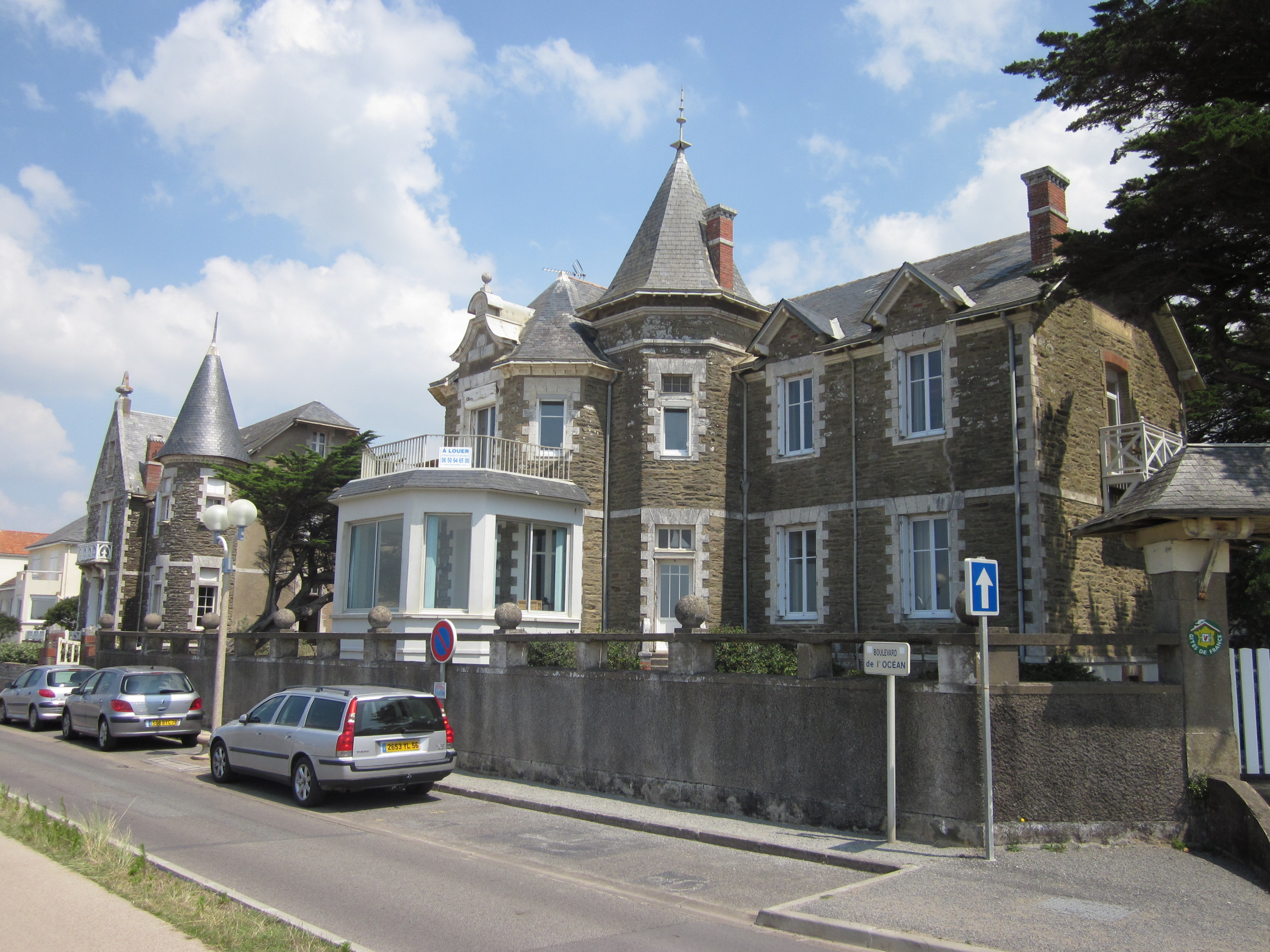
Villas sur le front de mer